# Osvaldo Raineri
Osvaldo Raineri (Schilpario, 5 novembre 1935) è un presbitero e orientalista italiano, tra i massimi esperti in Italia di letteratura classica dell'Etiopia.

## Biografia
Mons. Osvaldo Franco Raineri nasce nella contrada Cabadino di Schilpario (BG) in Val di Scalve il 5 novembre 1935 da Bernardo Pietro e Maria Grassi (dei Lumbardi), in una famiglia numerosa (pronipote di mons. Simon Pietro Grassi). Fece i primi studi nel proprio paese, lavorò anche come minatore nella cava di ardesie della sua famiglia e in quel periodo maturò la sua vocazione al sacerdozio.
Terminati gli studi superiori all’Opera Pia fondata a Giogoli, presso Firenze, da Antonietta Capelli, nel 1958 arriva a Imola, dove il 16 giugno del 1962 viene ordinato presbitero dal vescovo di origini bergamasche Benigno Carrara. Qui vi erano, a quel tempo, altri sacerdoti di origini di bergamasche, come don Angelo Ceroni e don Tarcisio Foresti. Il suo primo incarico fu di insegnante nel Seminario minore della diocesi, a Monte del Re e contemporaneamente era cappellano a Dozza. E vi rimase fino al 1966, quando il vescovo lo inviò a Roma per approfondire la sua preparazione e specializzarsi. Fu così che conobbe il biblista bresciano mons. Francesco Vattioni, che insegnava filologia biblica all’Università “La Sapienza”. Si iscrisse e si laureò in lingue orientali, e qualche anno dopo in Lettere e ricoprì il ruolo di insegnante nelle scuole statali romane per diversi decenni. È stato docente anche nella nostra Scuola Italiana in Etiopia, a Addis Abeba e a Montevideo, in Uruguay. Officiale presso la Biblioteca Apostolica Vaticana, insegna da moltissimi anni Lingua e istituzioni etiopiche presso il Pontificio Istituto Orientale, a Roma, città nella quale risiede da 46 anni. Nel 2001 è stato nominato dal papa Consultore della sacra Congregazione per le Chiese Orientali. Nel 1983 è stato premiato dall'Accademia dei Lincei quale “studioso di particolare competenza sia nel campo letterario della letteratura etiopica sia in quello storico.” Ha collaborato nel 1973 con il Centro Editoriale Dehoniano alla Bibbia di Gerusalemme e ha scritto decine di libri e centinaia di articoli. Mons. Raineri ha consacrato la sua vita all’Oriente e prosegue, da vero innamorato e con appassionata acribia lo studio, la salvaguardia e la diffusione in Italia della cultura etiopica, della sua Chiesa, della sua spiritualità e dei caratteri e delle tradizioni del popolo etiopico.
È stato insegnante alla Scuola italiana di Addis Abeba in Etiopia alle dipendenze del Ministero degli Esteri. È stato per sette anni assistente alla Biblioteca Apostolica Vaticana, alla quale nel 1997 ha donato il “Fondo Raineri” costituito da 335 manoscritti etiopici, che forma la maggiore collezione di manoscritti etiopici presenti nella Biblioteca. Dal 1983 è stato docente di “Lingua ed istituzioni etiopiche” al Pontificio Istituto Orientale. La sua cultura sull’antica Chiesa di Etiopia, accanto a una vita semplice, dedicata totalmente a servizio della Chiesa, testimoniata anche da un legame profondissimo con la Diocesi di Bergamo e con la Val di Scalve, della quale è originario, e che torna spesso a visitare. Uomo di grande competenza scientifica, zelo e umanità, don Franco, come lo chiama la gente che lo conosce e gli vuol bene da sempre. Ha scritto una ventina di libri e centinaia tra articoli ed edizioni critiche di testi inediti etiopici con traduzione italiana, nonché collaborando nella stesura di numerosi testi storici riguardanti la Valle ed il paese di origine e i suoi personaggi celebri.

## Opere
- Con Ilaria Delsere, Chiesa di S. Stefano dei Mori. Vicende edilizie e personaggi, Milano, Nicola Palumbi, 2015, ISBN 978-8898807321
- Il signore delle chiavi: scritti etiopici sull'apostolo Pietro, Roma, Edizioni Orientalia Christiana, 2012, ISBN 978-88-7210-377-7
- Il Gadl di san Pietro, patriarca di Alessandria e ultimo dei martiri, Turnhout, Brepols Publishers, 2011, ISBN 978-2-503-54158-7
- Vita del santo monaco etiope Malke'a Krestos (sec. XVI-XVII), Turnhout, Brepols Publishers, 2009, ISBN 9782503534282
- con Renata Riva, Kebra Nagast. Salomone e la regina di Saba nell'epopea etiopica tra testo e pittura, Fondazione Benedetta Riva, 2008, ISBN 978-8890355103
- Dal libro etiopico dei miracoli di Maria, Como, Nodolibri, 2007, ISBN 978-8871851426
- La storia d'Ethiopia di Francesco Alvarez ridotta in italiano da Ludovico Beccadelli, Roma, Biblioteca Apostolica Vaticana, 2007, ISBN 978-8821008221
- Muovi le corde della mia anima: inni e preghiere della Chiesa etiopica, Roma, Edizioni Appunti di Viaggio, 2006, ISBN 978-8887164640
- Lettere tra i pontefici romani e i principi etiopici (secc. XII-XX). Versioni e integrazioni, Roma, Archivio Segreto Vaticano, 2005, ISBN 978-8885042438
- Salmi etiopici di Cristo e della Vergine, Roma, Edizioni Appunti di Viaggio, 2005, ISBN 978-8887164558
- Inventario dei manoscritti Cerulli etiopici, Roma, Biblioteca Apostolica Vaticana, 2004, ISBN 8821007685
- Thomas Lambdin, traduzione di Osvaldo Raineri, Introduzione alla lingua ge'ez (etiopico classico), Roma, Edizioni Orientalia Christiana, 2002, ISBN 978-88-7210-335-7
- Gli atti etiopici del martire egiziano Giorgio il Nuovo (978), Roma, Biblioteca Apostolica Vaticana, 1999, ISBN 978-8821006975
- La spiritualità etiopica, Roma, Edizioni Studium, 1996, ISBN 978-8838237607
- I manoscritti vaticani etiopici 300-323: inventario analitico, Udine, Del Bianco Editore, 1993
- con R.F. Taft, Atti di Habta Maryam (1497) e di Iyasu (1508) santi monaci etiopici, Roma, Edizioni Orientalia Christiana, 1990, ISBN 978-8872101346
- Atti di Abuna Abranyos, Santo Eritreo (1633-1718), Roma, Accademia Nazionale dei Lincei, 1983, ASIN B002DIB9J8
- Osvaldo Raineri, Catalogo dei rotoli protettori etiopici della collezione Sandro Angelini, Roma, Unione Preziosissimo Sangue, 1990, SBN LO10039543.